# Ambrosiánský ritus
Ambrosiánský ritus, též Milánský ritus je ritus římskokatolické církve, řadící se spolu s např. římským či dominikánským ritem k liturgickým ritům katolické církve západního (neboli latinského) typu. Je praktikován více než pěti miliony katolíků na většině území milánské arcidiecéze , též v některých farnostech italských diecézí Bergamo, Novara, Pavia a Lugano a v přiléhajících jižních oblastech Švýcarska, v ticinském kantonu. Je pojmenován po sv. Ambroži, který byl biskupem milánským ve čtvrtém století. Verze ritu, užívaná před druhým vatikánským koncilem je známa jako tradiční ambrosiánský ritus.

## Historie

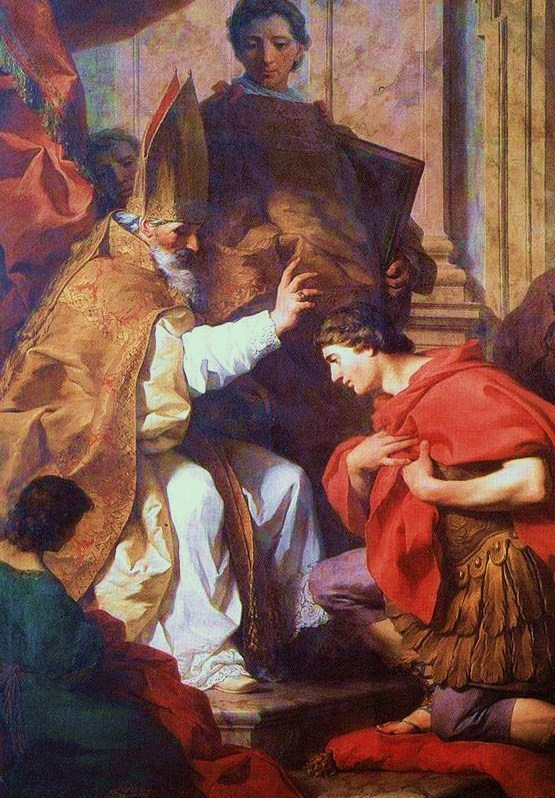
Obraz svatého Ambrože v biskupském oděvu

Ambrosiánský ritus ve své historii mnohokrát čelil riziku svého zániku, nejvíce snad v karolinském období. Karel Veliký se jej pokoušel zničit, podobně jako to učinil ve Francii s ritem galikánským, který nahradil galikanizovaným ritem římským. Téměř všechny liturgické knihy byly zničeny kromě jediného misálu, který ukrýval po několik měsíců zbožný kněz v alpské horské jeskyni. Správnost (pravověrnost) milánského obřadu pak byla potvrzena tím, že do vatikánské baziliky sv. Petra byly na oltář vedle sebe položeny dvě zavřené liturgické knihy - ambrosiánská a římská, tam byly ponechány po tři dny a za tuto dobu měl Bůh vyjevit, jaká je správná tím, že bude nalezena otevřena. Po třech dnech byly nalezeny otevřeny obě. Ritus tedy přežil, byl již římskému obřadu podobnější, avšak část zvláštností si dokázal udržet, a to i po tridentském koncilu, kdy však byl poupraven a díky tomu byl zachován. Na této úpravě se podílel také tehdejší milánský arcibiskup sv. Karel Boromejský. Stopy po Karlově úpravě jsou vidět především v euchologii s četnými prefacemi, v liturgickém zpěvu (viz ambrosiánský chorál) a také v rituálních zvláštnostech, které Milán přijal vlivem kulturní výměny s Galií a vlivem Orientu.

### Po Druhém vatikánském koncilu

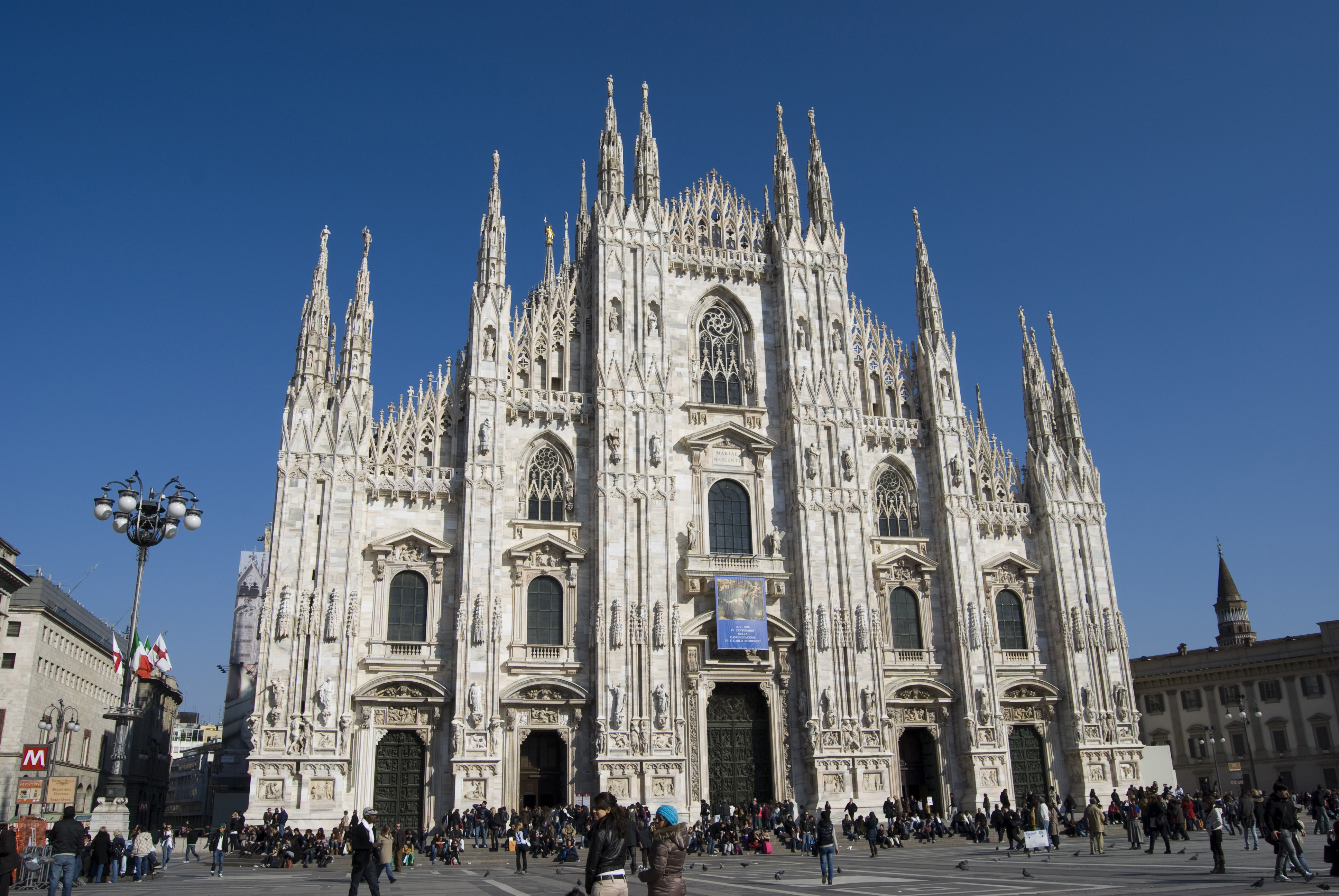
Milánská katedrála

Ritus byl zachován i po liturgické reformě druhého vatikánského koncilu (snad proto, že tehdejší papež Pavel VI. byl dříve arcibiskupem milánským, tedy k tomuto ritu „náležel”). Ve dvacátém století získal ritus na důležitosti a prestiži především kvůli pozornosti dvou významných osobností, arcibiskupů milánských - Achillea Rattiho, pozdějšího papeže Pia XI. a blahoslaveného Alfréda Ildefonse Schustera, kteří oba publikovali studie o ambrosiánském ritu. Důležité edice ambrosiánského misálu byly provedeny v letech 1475, 1594, 1609, 1902 a 1954, poslední je finální edicí tradičního ambrosiánského ritu, podle tohoto misálu se dnes slouží v několika málo milánských kostelích. Dle obecných zásad druhého vatikánského koncilu byl nový, dvojjazyčný (v latině a italštině) ambrosiánský misál vydán roku 1966, který Mši misálu z roku 1954 zjednodušil, a to hlavně omezením množství modliteb, které se předtím kněz modlil neslyšně, dále byl dán větší prostor pro společné modlitby věřících, pronášených nahlas, také oltář byl otočen čelem k lidu, kněz se však až do roku 1967 modlil eucharistickou modlitbu latinsky.
Když byl roku 1969 definitivně vydán misál pro Mši Pavla VI., většinou začali kněží ambrosiánského ritu používat nový římský misál jen s vynecháním Agnus Dei, římský lekcionář, přejat byl i římský kalendář s jeho čtyřtýdenním adventem. Ambrosiánská forma vysluhování svátostí již z velké části byla s tou římskou totožná. Tyto poměrně radikální změny zavdávaly k obavám o budoucnost milánského obřadu. V dokumentech 46. milánské diecézní synody (1966-1973) však bylo s podporou papeže Pavla VI. tehdejším arcibiskupem Giovannim kardinálem Colombem rozhodnuta, aby byl ambrosiánský ritus zachován a uveden do souladu se směrnicemi druhého vatikánského koncilu.
Práce, která stále probíhá, začala na všech ambrosiánských liturgických textech; 11. dubna 1976 arcibiskup kardinál Colombo vydal nový ambrosiánský misál, pokrývající celý liturgický rok, později se objevil experimentální lekcionář, pokrývající některá liturgická období, přičemž pro ostatní období se nadále používalo římského lekcionáře. Další menší modifikace byly vydány roku 1978, např. bylo obnoveno postavení Vyznání víry (po Offertoriu), také byl vydán nový ambrosiánský pohřební rituál, dále byly obnoveny dvě raně-středověké ambrosiánské eucharistické modlitby, které jsou pozoruhodné kvůli umístění epikleze po slovech ustanovení, v souladu s orientální tradicí.
Roku 1985 byla zveřejněna nová ambrosiánská liturgie hodin, roku 2006 nový ambrosiánský obřad manželství. 20. března 2008 byl konečně vydán nový ambrosiánský lekcionář, pokrývající celý liturgický rok. Tento nabyl účinnosti 1. neděle adventní (16. listopadu 2008), kdy byla obnovena starověká ambrosiánská liturgická tradice obsahující především obřad světla („Lucernarium”).

## Hlavní odlišnosti od římského ritu

### Mše
Hlavní odlišnosti ve mši svaté:
- Hlavní celebrant žehná všem lektorům - předčítajícím, nejen jáhnovi.
- Evangelium je následováno krátkou antifonou.
- Přímluvy následují bezprostředně po kázání.
- Pozdravení pokoje je na počátku bohoslužby oběti, před Offertoriem.
- Vyznání víry navazuje na obětování, před modlitbou nad dary.
- Existují některé rozdíly mezi první eucharistickou modlitbou ambrosiánského misálu a římským kánonem, první eucharistickou modlitbou římského misálu, druhá, třetí a čtvrtá eucharistická modlitba jsou identické. Milánský obřad však má ještě dvě vlastní eucharistické modlitby, používané především na Velikonoce a Zelený čtvrtek.
- Kněz láme hostii před modlitbou Páně, zatímco je zpívána, nebo recitována antifona (Confractorium).
- Neříká se Agnus Dei.
- Před závěrečným požehnáním se třikrát říká Kyrie eleison.
- Ambrosiánský ritus má také, jak již bylo řečeno svůj vlastní lekcionář.
- Mnoho modliteb kněze při mši jsou pro ambrosiánský obřad, který má výjimečně bohatou sbírku prefací, příznačné.

### Liturgický rok
Hlavní rozdíly oproti římskému ritu jsou tyto:
- Advent má šest, nikoli čtyři týdny.
- Doba postní začíná o čtyři dny později než v římském obřadu, tedy Popeleční středa je oproti římskému ritu posunuta na následující neděli a masopust (karneval) pokračuje až do Sabato Grasso („Tlustá sobota”), která je ekvivalentem masopustního úterý v oblastech, kde užívá římského obřadu, tedy i v českých a moravských diecézích.
- V pátky doby postní není slavena mše a není rozdáváno svaté přijímání, až na výjimky, tedy hlavně případ potřeby podání Eucharistie umírajícímu.
- Od Letnic do třetí neděle v říjnu není liturgickou barvou zelená, jako v římském ritu, ale červená, další odlišnosti v liturgických barvách jsou po celý rok.

### Ostatní
Zbylé rozdíly jsou pak tyto:
- Liturgie hodin (breviář) se liší ve struktuře a některých další částech.
- Liturgické obřady Svatého týdne jsou oproti římskému obřadu zcela odlišné.
- Stejně tak pohřební obřady se od římských liší.
- Křest kojenců se provádí trojitým ponořením hlavy do vody křtitelnice.
- Kadidelnice nemá horní kryt a před okuřováním osoby či předmětu se s ní houpe ve směru hodinových ručiček.
- Ambrosiánští jáhni oblékají štólu přes dalmatiku, nikoliv pod ni. (Což je však zvykem i v některých českých farnostech).
- Ambrosiánská klerika se od římské liší tím, že má jen pět knoflíků pod krkem.
- Ambrosiánský chorál je odlišný od gregoriánského.

## V českých zemích
Ambrosiánský ritus byl krátce sloužen i v Čechách - ve 14. století tehdejší český král a císař římský Karel IV. založil benediktinský klášter při dnes již zaniklém kostele sv. Ambrože na Novém městě pražském, pro který získal od papeže dovolení slavit mši i oficium v ambrosiánském ritu.